# Hvîlovo-Sorociîn, Zolotonoșa
Hvîlovo-Sorociîn (în ucraineană Хвильово-Сорочин) este un sat în comuna Denhî din raionul Zolotonoșa, regiunea Cerkasî, Ucraina.

## Demografie
Componența lingvistică a localității Hvîlovo-Sorociîn
     Ucraineană (97,37%)
     Rusă (1,75%)
     Alte limbi (0,58%)
Conform recensământului din 2001, majoritatea populației localității Hvîlovo-Sorociîn era vorbitoare de ucraineană (97,37%), existând în minoritate și vorbitori de rusă (1,75%).